# Sarcodictyon tropicale
Sarcodictyon tropicale is een zachte koraalsoort uit de familie Clavulariidae. De koraalsoort komt uit het geslacht Sarcodictyon. Sarcodictyon tropicale werd in 1928 voor het eerst wetenschappelijk beschreven door Thorpe. 